# Staurotypus salvinii
Staurotypus salvinii е вид костенурка от семейство Тинести костенурки (Kinosternidae). Видът е почти застрашен от изчезване.

## Разпространение
Разпространен е в Гватемала, Мексико и Салвадор.

## Описание
Продължителността им на живот е около 26,3 години.